# 法国文化

法國浪漫主義畫家歐仁·德拉克羅瓦為紀念1830年法國七月革命的經典作品《自由引導人民》

法國文化（法语：Culture française），又称法兰西文化，指的是一种在今日法國的版圖之內并且由法國人所創造的全部文化，帶有明顯的法国式統一感。
法國以精緻優美的高雅文化見長，從18世紀以來的300年中，法國都一直作為歐洲首席的文化輸出國而存在，其凡爾賽的宮廷文化深深影響了當時歐洲的所有皇室；直至今日，法國也依然掌握著高端市場的話語權，其語言、文學、繪畫、哲學、自然科學、建築、旅遊業、美食、時尚產業、奢侈品、電影業等處處都會和藝術相結合，使人再三回味。
法國的國家政策對各種文化極度包容，因此吸引歐洲各類的藝術家、作家、服飾設計師及革命家齊聚巴黎，讓巴黎成為時尚和藝術之都，而法國社會也對這些知識文青給予最大的尊重，不會限制其創作自由。從路易十四的時代開始，法國就由國家補貼這些人的創作，並積極把他們的作品收入圖書館、博物館或者百科全書中，以作記錄；到了現代，法國政府於1960年代就規定要撥出巨款，成立保護地方傳統文化的各類機構，2010年代後又積極進行網絡化，讓全法國的知識儲備連成一氣，方便感興趣的人去查詢這方面的正確知識。
根據BBC在2014年的輿論調查，法國文化是世界第四大受歡迎的，在德國、加拿大和英國之後 。法國人對自己的電影傳統為榮，堅決不屈服於好萊塢之下，在其他方面，音樂界都是以法語為主，以保護原有的主義氣息，而紅磨坊亦從1889年起成為當地文化一部分，並以康康舞著名。前衛的藝術、文學及現代建築在法國都得到強烈的支持，實驗性藝術和設計也往往可得到補助。

## 文學
最早的法语文学可以追溯到11世纪。作者不明的《罗兰之歌》便是法国最早的史诗。形式相似的史诗还包括英格兰的《贝奥武夫》、日尔曼人的《尼伯龙根之歌》等。这些史诗多半歌颂伟大的君主。比如《罗兰之歌》便是歌颂著名的法兰克国王查理曼（742年－814年）的。此外中世纪法国还盛行骑士传奇，这些传奇无不歌颂骑士精神，弘扬典雅的爱情。这一时期的法国最重要的作家是十二世纪的克里蒂安·德·特鲁瓦（Chretien de Troyes），他是法国中世纪最著名的叙事诗人。此外，在南部普罗旺斯地区大行其道的行吟诗也多半以骑士与贵妇之间的典雅爱情为主题，这些行吟诗多半具有丰富的想象力，风格却矫饰造作，文学价值不高。直到中世纪快要结束的时候，法国才出现了第一位真正的伟大抒情诗人弗朗索瓦·维永（1431年－1465年）。

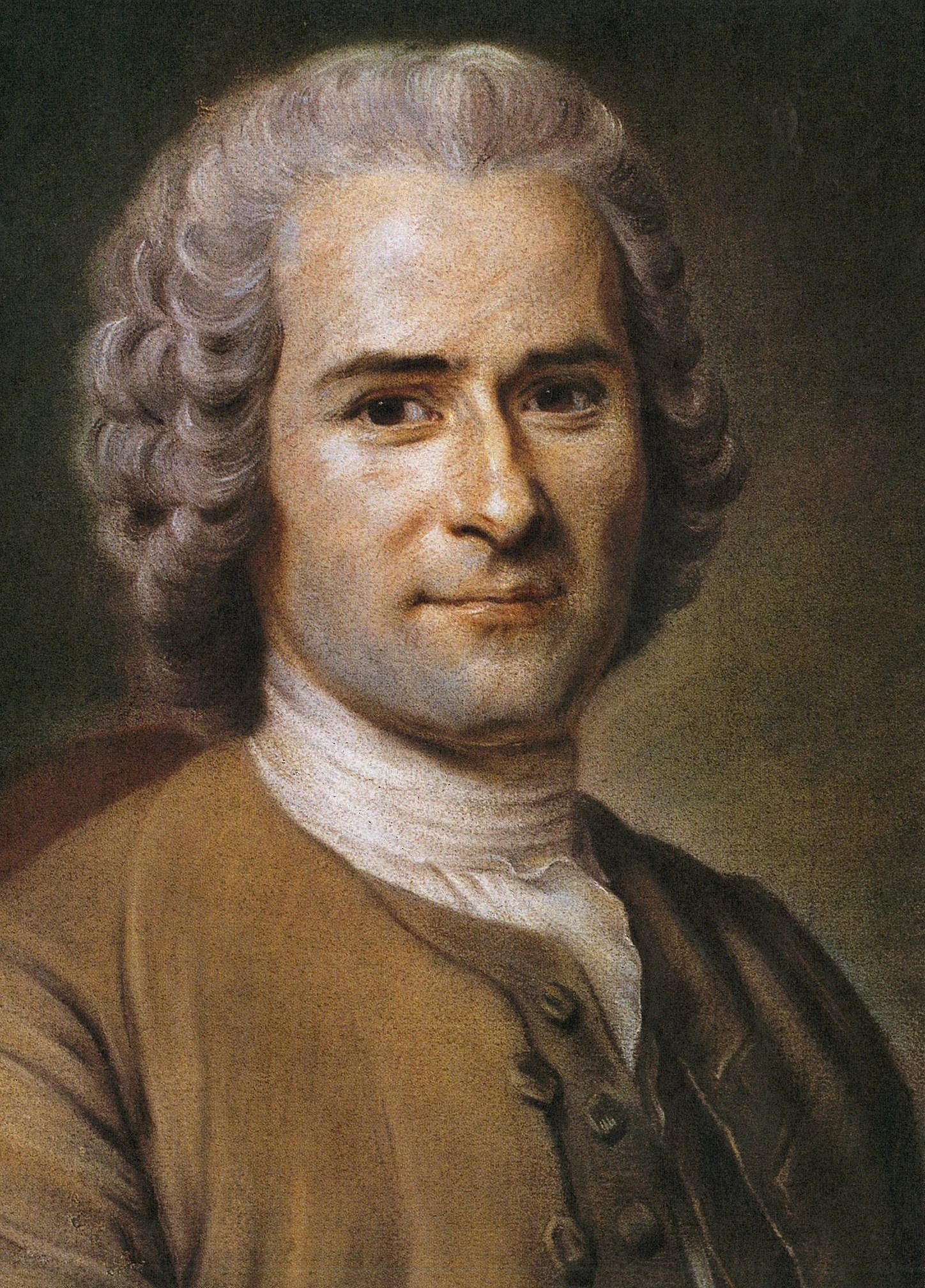
让-雅克·卢梭

18世纪上半期的皮埃尔·德马里沃（1688年－1763年）和18世纪下半期的比埃尔·博马舍（1732年－1799年）继承了古典主义喜剧创作的传统。此外仍有一些作家从事着和理念宣传无关的纯文学创作，出现了一些小说，包括阿兰·勒内·勒萨日（1668年－1747年）的《吉尔·布拉斯》和拉比·普莱伏（1697年－1743年）的《曼侬·雷斯考》。
18世纪法国最重要的作家是生于瑞士的让-雅克·卢梭（1712年－1778年）。他的作品宣扬人类天然的美德和本能的合理性，攻击社会文明的腐朽。他渴望生存在一个崇尚知识的世界，他本人是个教育的革新者、革命思想的启蒙者。在文学上，他则被认为是浪漫主义的先驱。在整个十八世纪，卢梭的影响力超过其他任何一位文学家。
浪漫主义对诗体悲剧的捍卫揭开了这场运动的真正帷幕。维克多·雨果的《欧那尼》於1830年上映象征着浪漫主义戏剧的最终胜利。布瓦洛所制定的“三一律”被正式废除，诗体悲剧的韵律限制也得到了解放。雨果（1802年－1885年）是浪漫主义运动中最杰出的天才和当之无愧的精神领袖。他一生著述丰富，在诗歌、戏剧、小说等领域均有很高建树，其抒情诗创作的地位被认为至高无上。
现实主义承接浪漫主义而出现，秉承真实描绘现实生活的原则。现实主义的诞生在某种程度上是对浪漫主义矫枉过正的一种调和，但究其实质，却是科学技术不断发展和工业化进程不断加剧的产物。
现实主义出现以后，真实的描绘现实生活成了文学创作的主流。司汤达（1783年－1842年）是法国现实主义的真正先驱，小说《红与黑》至今仍有广泛的读者。巴尔扎克（1799年－1850年）的小说创作是法国现实主义文学最杰出的代表。他的《人间喜剧》是一部丰伟的文学大厦，不亚于一部关于19世纪法国社会风俗的编年史。稍后的现实主义作家中，福楼拜(1821年－1880年)的《包法利夫人》和莫泊桑(1850年-1893年)的短篇小说也脍炙人口。除小说以外，小仲马和奥杰尔的戏剧创作也遵循着现实主义原则。
这种追求真实、科学的现实主义原则甚至也被运用到诗歌创作中，著名的“高蹈派”诗人团体就是其中杰出的代表，其中又尤以勒贡特·德·列尔（1818年－1894年）成就最高。
1920年代，法国出现超现实主义运动，保尔·艾吕雅在这一领域做出了很多可贵的尝试。
1940年代存在主义文学的代表人物保罗·萨特和阿尔贝·加缪也许是20世纪最负盛名的法语作家。西蒙娜·德·波伏娃则是女权主义文学的先驱之一。
1950年代法国成为新小说运动的策源地。当代法语文学产生了一大批成就斐然的大师，却鲜有哪个人能够独领风骚。法语文学在小说、戏剧、诗歌以及文学评论等各个领域都有所发展。姑且不论现代法语文学的成就及其发展趋向，至少到目前为止，法语文学的发展仍然是充满活力、永不疲倦的。

## 戲劇
法國三大古典戲劇家，高乃伊、拉辛及莫里哀都活躍於17世紀，莫里哀的喜劇譏諷人性的弱點，而高乃伊、拉辛就擅長詩體悲劇。18世紀出現了兩位浪漫喜劇大師，博馬舍和馬里沃，博馬舍的「塞維爾理髮師」和「費加洛婚禮」在後來都度改編為歌劇。19世紀最膾炙人口的戲劇都出自維克多·雨果。20世紀的安奧爾專寫文雅哲學喜劇。

## 建築
法國保留了不少中世紀時的建築，其中有仿羅馬式的小教堂和哥德式的宏偉聖殿。法國撼動人心的建築物包括羅浮宮金字塔、凱旋門以及艾菲爾鐵塔等。

### 仿羅馬式建築的特色
- 瑪姆提葉修道院
- 內維聖艾提安教堂
- 勒.普伊聖母院

### 哥德式建築的特色
- 拉翁聖母院
- 漢斯聖母院
- 亞眠聖母院
- 夏特聖母院
- 巴黎圣母院

## 宗教
法國主要宗教是天主教，其次是基督新教、伊斯蘭教、猶太教和佛教。
根據CSA 2006-2007年度民意調查，其比例如下：
- 天主教：佔總人口51%。
- 無宗教：約占總人口31%。
- 伊斯蘭教：佔總人口約4%（包括所有穆斯林移民则可能高达全国人口的7%）。在法國監獄服刑的囚犯估計有約70%是穆斯林。[4]
- 基督新教：佔總人口3%。
- 猶太教：佔總人口約1%。
- 佛教：根據法國佛教徒協會，法國約有100萬佛教徒，其中主要是亞洲裔。法國是最多佛教徒的歐洲國家。

## 語言
法国官方語言為法語；然而，最近法国政府開始鼓勵學校和政府機構使用一些地方語言，例如：巴斯克語、布列塔尼語、阿爾薩斯語（屬德語）、弗拉芒語（屬荷蘭語）、科西嘉語，朗格多克語， 普羅旺斯語 等；一些學校開始教授當地方言，但是法語依然是全國官方語言。阿爾薩斯人英語正在成為法国第二語言。布列塔尼人中的一些農村居民以布列塔尼語為口語。科西嘉人日常生活中亦常用當地的兩種方言：一種與義大利托斯卡納方言相近，另一種與撒丁島北部方言相近。
西元1066年征服者威廉征服了英格蘭，把法語帶進了英格蘭，法語轉變為英格蘭皇室共同語，即使現今英格蘭(英國)皇家的共同語改回英語，但是菜單、座右銘和格言等等也使用法語。法語為影響英語最深的外國語。在16世紀取代了拉丁文成為國際外交與學術語言，18世紀也是各國的宮廷語言。但到了17至20世紀大英帝國的擴張，英語的國際外交與學術語言地位，慢慢與法語平起平坐，加上二戰後歐洲的衰弱而美國的掘起，英語已經取代了法語成為世界共同語，例如航天、醫學、生物科技和統計學等等。既使如此，法語仍是多數國際組織的官方語言，例如聯合國、世界貿易組織、世界衛生組織和國際足球聯合會等等。聯合國六個官方語言也有法語，秘書處也以法語和英語為官方語言。在國際奧林匹克委員會的賽事，典禮上會先說法語，再來是英語，最後是主辦國語言。國際民航組織也規定護照須至少使用雙語，英國和澳洲的護照就英語法語合用，美國則使用三語-英語、法語和西班牙語。由於法語的單字和文法較英語清晰且嚴謹，許多英語文件會附上法語版，如果英語翻譯有問題，則以法語版為主。

## 法國料理

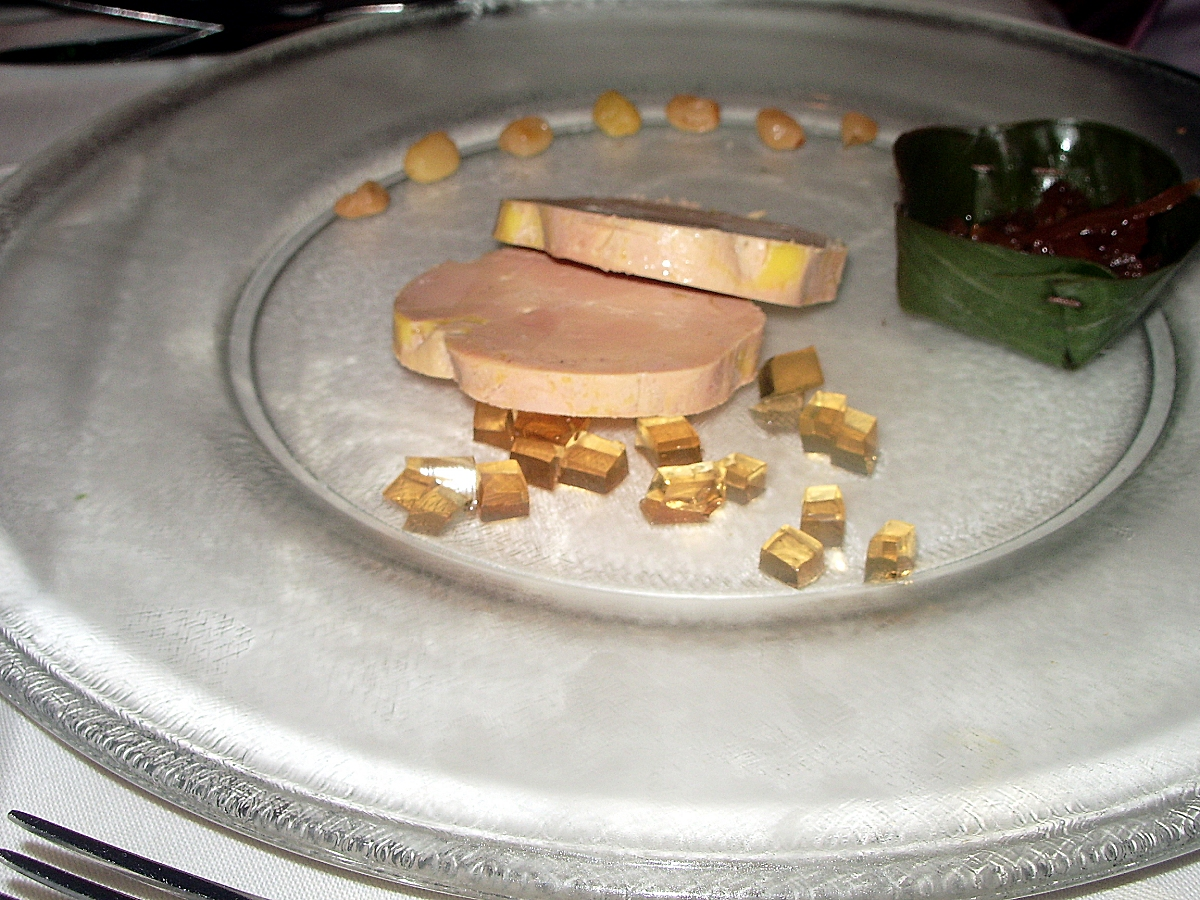
鹅肝是法国西南部的传统名菜

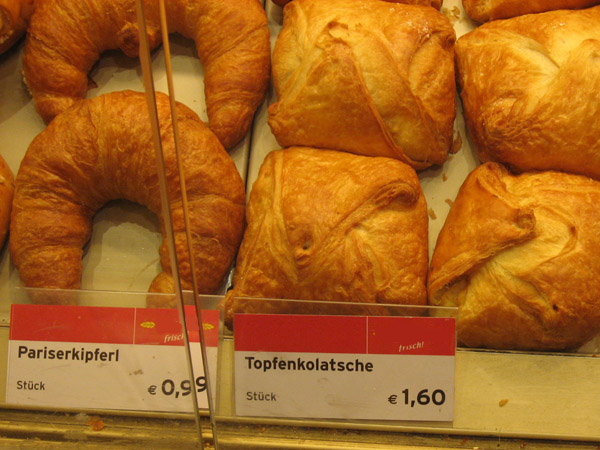
牛角麵包

法國料理是西方世界最具影响力的烹饪系统之一，特點是追求極致，并且在各種細節上精益求精。
法國料理原本並不是歐洲的高級菜，是由於法国的君主在古代具有比其它歐洲國家更强的獨裁權力，在路易十四时达到顶峰才成為一個獨立體系的。路易十四為了凸顯皇家氣派，也為了進行凡爾賽式的炫耀，傾全國之力將法國菜改造為極具奢华之风的一種用餐儀式，甚至用藝術品的標準去要求廚師去鑽研技術。法國大革命後，由於皇室被消滅，原本在宮廷內練就一身絕技的大廚們紛紛在民间尋找就業出路，此時又恰逢中產階級和工業革命崛起，新的商人富豪階層想複製以前贵族們的美食享受，有技術廚師和有錢的食客一拍即合，在巴黎和法國以外的國家四處開設餐廳，最終讓法國料理的名聲大噪。
法国盛产葡萄酒和奶酪（fromage），成为法国烹饪必不可少的调料。法国菜中的起司種類眾多，每一種都有其專門的配套吃法，數量位居全歐之冠，根據法國總統戴高樂在1962年的演講記錄，法国大约有246种以上的起司，但目前法國有多少種起司並未有人進行一個確切統計，各種說法基本都位於300種～500種之間。每一种奶酪以最先发明其做法的村镇名命名，有的村镇如在任何普通地图中都找不到，但在任何一本法语词典甚至英语词典中都能找到这个代表奶酪名称的词。
法国烹饪重视烹饪方法和就餐礼仪，法国烹饪在各地区根据其特产也具有不同的特色，南方沿海多使用橄榄油，南方和西方沿海多水产，北方和东方则多肉食，总的说法国人不太喜欢素食。法国比较具有特色的食品有：青蛙腿（grenouille）、炖鸡（coq au vin）、法国蜗牛（escargot）；主食主要是面包，具有法国特色的面包有牛角麵包（croissant）和棍式面包（baguette）。

## 其他
法国香水及化妆品业举世闻名，它和法国时装、法国葡萄酒并列为法国三大精品产业，都是法国人的骄傲。